# Kvašov
Kvašov (ungarisch Kvassó) ist eine Gemeinde im Nordwesten der Slowakei, mit 636 Einwohnern (Stand 31. Dezember 2024), die zum Okres Púchov, einem Teil des Trenčiansky kraj, gehört.

## Geographie
Die Gemeinde befindet sich im Nordteil der Weißen Karpaten im Tal des gleichnamigen Baches. Das Ortszentrum liegt auf einer Höhe von 315 m n.m. und ist 13 Kilometer von Ilava sowie 15 Kilometer von Púchov entfernt.
Nachbargemeinden sind Lednica im Norden, Dolná Breznica im Osten, Horovce und Dulov im Süden und Mikušovce im Westen.

## Geschichte
Auf dem Gemeindegebiet von Kvašov wurde je eine Siedlung der Lausitzer Kultur der Jungbronzezeit und der Puchauer Kultur der Römerzeit entdeckt.
Der heutige Ort wurde zum ersten Mal 1471 als Quazzow schriftlich erwähnt, damals als Teil des Herrschaftsguts der nahen Burg Lednica. 1598 standen hier eine Mühle sowie 28 Häuser. 1784 hatte die Ortschaft 69 Häuser, 73 Familien und 376 Einwohner, 1828 zählte man 61 Häuser und 427 Einwohner, die vorwiegend als Fuhrmänner und Landwirte beschäftigt waren.
Bis 1918 gehörte der im Komitat Trentschin liegende Ort zum Königreich Ungarn und kam danach zur Tschechoslowakei beziehungsweise heutigen Slowakei.

## Bevölkerung
| Jahr                | 1994 | 2004    | 2014    | 2024    |
| ------------------- | ---- | ------- | ------- | ------- |
| Anzahl der Personen | 683  | 658     | 661     | 636     |
| Unterschied         |      | −3,66 % | +0,45 % | −3,78 % |

| Jahr                | 2023 | 2024    |
| ------------------- | ---- | ------- |
| Anzahl der Personen | 643  | 636     |
| Unterschied         |      | −1,08 % |

Gemäß der Volkszählung 2011 wohnten in Kvašov 671 Einwohner, davon 644 Slowaken. 27 Einwohner machten keine Angabe zur Ethnie. 
616 Einwohner bekannten sich zur römisch-katholischen Kirche, vier Einwohner zur Evangelischen Kirche A. B. sowie jeweils ein Einwohner zur griechisch-katholischen Kirche sowie zur Pfingstbewegung. Zwei Einwohner waren konfessionslos und bei 47 Einwohnern wurde die Konfession nicht ermittelt.

## Bauwerke und Denkmäler
- Kapelle der Sieben Schmerzen Mariens